# Dyskografia GFriend
Dyskografia GFriend – południowokoreańskiej, sześcioosobowej grupy, założonej 15 stycznia 2015 roku.

## Albumy

### Albumy studyjne
| Rok                                            | Informacje | Najwyższa pozycja | Najwyższa pozycja | Najwyższa pozycja | Najwyższa pozycja | Sprzedaż                     |
| Rok                                            | Informacje | KOR               | JPN               | TW                | US World Album    | Sprzedaż                     |
| Koreańskie                                     | Koreańskie | Koreańskie        | Koreańskie        | Koreańskie        | Koreańskie        | Koreańskie                   |
| ---------------------------------------------- | --- | ----------------- | ----------------- | ----------------- | ----------------- | ---------------------------- |
| 2016                                           | LOL - Wydany: 11 lipca 2016 - Wytwórnia: Source Music, LOEN Entertainment - Format: CD, digital download                      | 3                 | 55                | 1                 | 7                 | - KOR: 75 976+. - JPN: 2231+ |
| 2019                                           | Time for Us - Wydany: 14 stycznia 2019 - Wytwórnia: Source Music - Format: CD, digital download                               | 2                 | 55                | 1                 | 12                | - KOR: 94 098+               |
| 2020                                           | Hoe: Walpurgis Night (回:Walpurgis Night) - Wydany: 9 listopada 2020 - Wytwórnia: Source Music - Format: CD, digital download | 3                 | 84                | 2                 | –                 | - KOR: 65 684+.              |
| Japońskie                                      | |                   |                   |                   |                   |                              |
| 2019                                           | Fallin’ Light - Wydany: 13 listopada 2019 - Wytwórnia: King Records - Format: CD, digital download                            | –                 | 7                 | –                 | –                 | - JPN: 6462+                 |
| "–" oznacza, że wydawnictwo nie było notowane. | |                   |                   |                   |                   |                              |

### Kompilacje
| Rok  | Informacje | Najwyższa pozycja | Najwyższa pozycja | Najwyższa pozycja | Sprzedaż       |
| Rok  | Informacje | JPN               | JPN Hot Album     | TW                | Sprzedaż       |
| ---- | --- | ----------------- | ----------------- | ----------------- | -------------- |
| 2018 | Kyō kara watashitachi wa ～GFRIEND 1st BEST～ (今日から私たちは ～GFRIEND 1st BEST～) - Wydany: 23 maja 2018 - Wytwórnia: King Records - Format: CD, digital download | 10                | 10                | 4                 | - JPN: 14 736+ |

### Minialbumy
| Rok                                            | Informacje | Najwyższa pozycja | Najwyższa pozycja | Najwyższa pozycja | Najwyższa pozycja | Sprzedaż                     |
| Rok                                            | Informacje | KOR               | JPN               | TW                | US World Albums   | Sprzedaż                     |
| ---------------------------------------------- | --- | ----------------- | ----------------- | ----------------- | ----------------- | ---------------------------- |
| 2015                                           | Season of Glass - Wydany: 15 stycznia 2015 - Wytwórnia: Source Music, KT Music - Format: CD, digital download                                    | 9                 | —                 | —                 | —                 | - KOR: 21 930+               |
| 2015                                           | Flower Bud - Wydany: 23 lipca 2015 - Wytwórnia: Source Music, KT Music - Format: CD, digital download                                            | 6                 | —                 | 14                | —                 | - KOR: 28 281+               |
| 2016                                           | Snowflake - Wydany: 25 stycznia 2016 - Wytwórnia: Source Music, LOEN Entertainment - Format: CD, digital download                                | 2                 | 195               | 5                 | 10                | - KOR: 42 753+ - JPN: 2,211+ |
| 2017                                           | The Awakening - Wydany: 6 marca 2017 - Wytwórnia: Source Music, LOEN Entertainment - Format: CD, digital download                                | 1                 | 89                | 2                 | 5                 | - KOR: 75 363+ - JPN: 1,493+ |
| 2017                                           | Parallel - Wydany: 1 sierpnia 2017 - Wytwórnia: Source Music, LOEN Entertainment - Format: CD, digital download                                  | 3                 | 105               | 1                 | 10                | - KOR: 103 597+ - JPN: 1973+ |
| 2017                                           | Rainbow - Ponowne wydanie płyty Parallel - Wydany: 13 września 2017 - Wytwórnia: Source Music, LOEN Entertainment - Format: CD, digital download | 2                 | 120               | 1                 | —                 | - KOR: 103 597+ - JPN: 1973+ |
| 2018                                           | Time for the Moon Night - Wydany: 30 kwietnia 2018 - Wytwórnia: Source Music, kakao M - Format: CD, digital download                             | 1                 | 63                | 1                 | 6                 | - KOR: 84 313+ - JPN: 1170+  |
| 2018                                           | Sunny Summer - Wydany: 19 lipca 2018 - Wytwórnia: Source Music, kakao M - Format: CD, digital download                                           | 2                 | 112               | 1                 | 13                | - KOR: 54 913+               |
| 2019                                           | Fever Season - Wydany: 1 lipca 2019 - Wytwórnia: Source Music, kakao M - Format: CD, digital download                                            | 1                 | 73                | 2                 | 10                | - KOR: 80 497+               |
| 2020                                           | Hoe: Labyrinth (回:Labyrinth) - Wydany: 3 lutego 2020 - Wytwórnia: Source Music - Format: CD, digital download                                   | 1                 | 43                |                   | –                 | - KOR: 82 760+ - JPN: 998+   |
| 2020                                           | Hoe: Song of the Sirens (回:Song of the Sirens) - Wydany: 13 lipca 2020 - Wytwórnia: Source Music - Format: CD, digital download                 | 3                 |                   |                   | –                 | - KOR: 90 242+               |
| "–" oznacza, że wydawnictwo nie było notowane. | |                   |                   |                   |                   |                              |

## Teledyski
| Rok  | Tytuł                      | Reżyser                |
| ---- | -------------------------- | ---------------------- |
| 2015 | „Glass Bead                | Hong Won-ki (Zanybros) |
| 2015 | „Me Gustas Tu”             | Hong Won-ki (Zanybros) |
| 2016 | „Rough"                    | Hong Won-ki (Zanybros) |
| 2016 | „Wave”                     | Hong Won-ki (Zanybros) |
| 2016 | „Navillera”                | Oui Kim (GDW)          |
| 2017 | „Fingertip”                | Hong Won-ki (Zanybros) |
| 2017 | „Love Whisper”             | Hong Won-ki (Zanybros) |
| 2017 | „Summer Rain”              | Hong Won-ki (Zanybros) |
| 2018 | „Time For The Moon Night”  | Edie Ko                |
| 2018 | „Me Gustas Tu” (wer. jap.) | Hong Won-ki (Zanybros) |
| 2018 | „Sunny Summer”             | Edie Ko                |
| 2018 | „Memoria”                  | Hong Won-ki (Zanybros) |
| 2019 | „Sunrise”                  | Vikings League         |
| 2019 | „Sunrise” (wer. jap.)      | Vikings League         |
| 2019 | „Flower”                   |                        |
| 2019 | „Fever”                    |                        |